# Flugplatz Aachen-Merzbrück
Het vliegveld Aachen-Merzbrück (Duits: Flugplatz Aachen-Merzbrück) bevindt zich nabij Broichweiden, ten noordoosten van Aken in Duitsland. Het ligt aan de Bundesstraße 264 nabij de afrit 5a (Broichweiden) van de Bundesautobahn 44. Het heeft een geasfalteerde startbaan van 520 meter voor motorvliegtuigen en een parallelle grasbaan die kan gebruikt worden door zweefvliegtuigen of lichte en ultralichte motorvliegtuigen.

## Geschiedenis
Het vliegveld Merzbrück werd in 1914 aangelegd. Na de Eerste Wereldoorlog nam de Belgische bezettingsmacht het in 1919 over. In 1929 trokken de Belgische soldaten weg en werd het een burgerlijk vliegveld. Van 1931 tot 1935 werden er lijnvluchten gevlogen naar het vliegveld Köln-Butzweilerhof van Keulen.
In de Tweede Wereldoorlog was het een militair vliegveld. Tijdens de westelijke veldtocht (Fall Gelb) van mei 1940 voerden duikbommenwerpers van Sturzkampfgeschwader 77 vanaf Merzbrück aanvallen uit op België, Nederland, Luxemburg en Frankrijk.
Na de Tweede Wereldoorlog werd het vliegveld opnieuw door Belgische bezettingstroepen gebruikt. Het werd gebruikt door het licht vliegwezen van de landmacht, maar er was ook civiel gebruik toegestaan. De "Westflug Aachen Luftfahrtgesellschaft" werd in 1963 opgericht en in 1964 de "Fluggemeinschaft Aachen e.v.", een overkoepelende organisatie van zeven luchtvaartverenigingen. In 1965 werd de verharde landingsbaan aangelegd.
Na het vertrek van de Belgische militairen in 1995 is het beheer van het vliegveld overgenomen door de Fluggemeinschaft Aachen en sinds 2002 door de "Flugplatz Aachen-Merzbrück (FAM) GmbH", waarin de Fluggemeinschaft Aachen, de steden Aken, Eschweiler en Würselen, de Städteregion Aachen en de plaatselijke kamer van handel en industrie participeren.

## Gebruikers
Op het vliegveld is Westflug Aachen Luftfahrt GmbH gevestigd, dat opleidings-, chartervluchten en rondvluchten organiseert.
Er zijn verschillende vlieg- en zweefvliegclubs gevestigd, die deel uitmaken van de Fluggemeinschaft Aachen.
De autoclub ADAC heeft de reddingshelikopter "Christoph Europa" gestationeerd op Aachen-Merzbrück.
De lokale radio "Antenne AC" heeft zijn studio's in de gebouwen van het vliegveld.